# Marussia MR02
La Marussia MR02 è una vettura di Formula 1 costruita dalla scuderia Marussia F1 Team, per partecipare al Campionato del Mondo 2013.
Il debutto è avvenuto sul Circuito di Jerez il 5 febbraio. Per la prima volta una vettura della Marussia, e prima ancora della sua antenata Virgin Racing, ha potuto completare interamente i test prestagionali. La coppia di piloti è interamente nuova rispetto alla stagione 2012. Al posto di Charles Pic, passato alla Caterham, il team anglorusso promuove il britannico Max Chilton, quarto nella GP2 Series 2012 con il team satellite Carlin Motorsport. L'altro pilota titolare è il francese Jules Bianchi, ex collaudatore della Force India. È stata l'ultima monoposto di F1 motorizzata dallo storico fornitore Cosworth.

## Tecnica
La vettura fu concepita come un'evoluzione della precedente MR01, anch'essa progettata sotto la supervisione di Pat Symonds. Fu la prima vettura della Marussia ad essere dotata di KERS, realizzato con la collaborazione della Williams Advanced Technology. Come negli anni precedenti il propulsore fu fornito dalla Cosworth, mentre la trasmissione fu realizzata da Xtrac.

## Livrea e sponsor
La vettura ha una livrea nera con un'ampia fascia rossa e bianca sul muso e sul dorso del cofano motore. Lo sponsor principale, anche quest'anno, è la Marussia Motors, che tra l'altro dà il nome al team.

## Piloti
| Piloti ufficiali       | Piloti ufficiali | Piloti ufficiali |
| Nazione                | Nome             | Numero           |
| ---------------------- | ---------------- | ---------------- |
| Francia (bandiera)     | Jules Bianchi    | 22               |
| Regno Unito (bandiera) | Max Chilton      | 23               |
| Collaudatori           |                  |                  |
| Nazione                | Nome             | Nome             |
| Venezuela (bandiera)   | Rodolfo González | Rodolfo González |

Inizialmente Chilton avrebbe dovuto fare coppia con Timo Glock, ma il pilota tedesco ha, successivamente, firmato con la BMW per competere nel DTM. Secondo il team principal della Marussia John Booth sarebbero state le pesanti condizioni economiche a forzare l'addio a Glock e lo stesso pilota ha riferito che la perdita della decima posizione nella classifica dei costruttori nel 2012 a favore della Caterham era stato il primo segnale che aveva messo in dubbio la sua permanenza nel team. L'altro pilota, ad affiancare Chilton, avrebbe poi dovuto essere il brasiliano Luiz Razia, vicecampione della GP2, che fu collaudatore alla Virgin nel 2010 e al Team Lotus nel 2011. Problemi col budget hanno fatto ripiegare il team su Bianchi. La scuderia russa indica il venezuelano Rodolfo González quale terzo pilota.

## Stagione
Nelle prime gare della stagione la monoposto fu nettamente più competitiva delle rivali Caterham. In particolare Jules Bianchi si mise in luce con delle buone prestazioni in qualifica, riducendo in alcune occasioni a pochi decimi il distacco sul giro secco dalle scuderie di centro gruppo. La MR-02 inoltre ebbe come punto di forza l'affidabilità: nel corso di tutta la stagione si registrarono infatti solo tre ritiri.

Con l'avanzare del campionato però, gli scarsi sviluppi sulla monoposto, fecero riaumentare il divario con gli altri team, impedendo a Bianchi e Chilton di competere per la zona punti, e al tempo stesso anche la Caterham recuperò lo svantaggio sulla squadra anglo-russa.

Ciononostante, il 13º posto ottenuto dal pilota francese nel Gran Premio della Malesia fu sufficiente alla Marussia per rimanere davanti alla Caterham e conquistare la 10ª posizione nella classifica costruttori, miglior risultato nella storia della scuderia.

## Risultati F1
| Anno | Team        | Motore              | Gomme | Piloti   |    |    |    |    |    |     |    |    |     |    |    |    |    |    |     |    |    |    |    | Punti | Pos. |
| ---- | ----------- | ------------------- | ----- | -------- | -- | -- | -- | -- | -- | --- | -- | -- | --- | -- | -- | -- | -- | -- | --- | -- | -- | -- | -- | ----- | ---- |
| 2013 | Marussia F1 | Cosworth CA2013K V8 | P     | Bianchi  | 15 | 13 | 15 | 19 | 18 | Rit | 17 | 16 | Rit | 16 | 18 | 19 | 18 | 16 | Rit | 18 | 20 | 18 | 17 | 0     | 10º  |
| 2013 | Marussia F1 | Cosworth CA2013K V8 | P     | Chilton  | 17 | 16 | 17 | 20 | 19 | 14  | 19 | 17 | 19  | 17 | 19 | 20 | 17 | 17 | 19  | 17 | 21 | 21 | 19 | 0     | 10º  |
| 2013 | Marussia F1 | Cosworth CA2013K V8 | P     | González |    |    |    | SP | SP |     |    |    | SP  | SP |    | SP |    | SP |     |    | SP | SP | SP | 0     | 10º  |

| Legenda | 1º posto     | 2º posto | 3º posto    | A punti         | Senza punti/Non class.  | Grassetto – Pole position Corsivo – Giro più veloce |
| Legenda | Squalificato | Ritirato | Non partito | Non qualificato | Solo prove/Terzo pilota | Grassetto – Pole position Corsivo – Giro più veloce |